# Château de Coustaussa
Le château de Coustaussa est un ancien château fort, de nos jours ruiné, dont les vestiges se dressent sur la commune française de Coustaussa, dans le département de l'Aude, en région Occitanie.

## Historique
Le site du château est occupé depuis 730, originellement par des wisigoths. Dès le XIe siècle, un village médiéval, Villam quae vocatur Constantium, est cité. Ce village est ensuite doté d'un castrum, sous la directive du puissant Raymond Ier Trencavel, en 1157, afin de défendre la vallée de la Sals. Ce château est placé sous le commandement d'un certain Pierre de Villar. En 1170, le roi d'Aragon, Alphonse II d'Aragon, qui vient de pilier Rennes-le-Château, s'empare aussi de Coustaussa.
En 1210, lorsque la région s'embourbe dans la croisade des albigeois, les croisés menés par Simon de Montfort s'emparent du château, rallié à la cause cathare, tandis que la majorité des habitants quittent le village. Les occupants du château l'aurait quitté grâce à un souterrain menant à proximité du château de Blanchefort.
Un an plus tard, alors que Simon de Montfort est assiégé à Castelnaudary, le seigneur de Coustaussa décide de se soulever et de libérer ses terres. Néanmoins, après la victoire du chef croisé à Castelnaudary, celui-ci revient à Coustaussa, massacre les habitants, endommage fortement le château et incendie le village castral. Le seigneur de Coustaussa est alors spolié de ces droits sur le domaine, qui est offert à la famille de Montesquieu de Sault, aussi seigneurs de Roquefort-de-Sault, et alliés des croisés,. 
Par don du sénéchal de Carcassonne, le château passe ensuite à Pierre de Voisins, lieutenant de Simon de Montfort.
Au XVIe siècle, l'ensemble du château est remanié, transformant le puissant château fort en une belle demeure Renaissance. Après la Révolution française, il est acquis par un marchand de biens, en 1803. À la suite de cela, ses charpentes lui sont retirées en 1819, ce qui conduit à la destruction progressive de l'édifice à travers la récupération de matériaux de construction,,.
Le château de Coustaussa est inscrit au titre des monuments historiques par arrêté du 10 avril 1948. 
```
accessible pendant les heures d'ouverture
```

Un projet de sauvegarde est entrepris par l'actuel propriétaire avec pour objectif le sauvetage des ruines du château. Le site du château est visitable.

## Description
La double enceinte fortifiée du château de Coustaussa possédait deux entrées, au sud avec un passage voûté et équipé d'une simple porte, au nord par une poterne. D'immenses lices permettaient l'accès à l'intérieur. L'édifice possédait quatre tours carrés et une échauguette circulaire. Le corps de logis seigneurial se trouvait au centre et servait aussi de donjon.

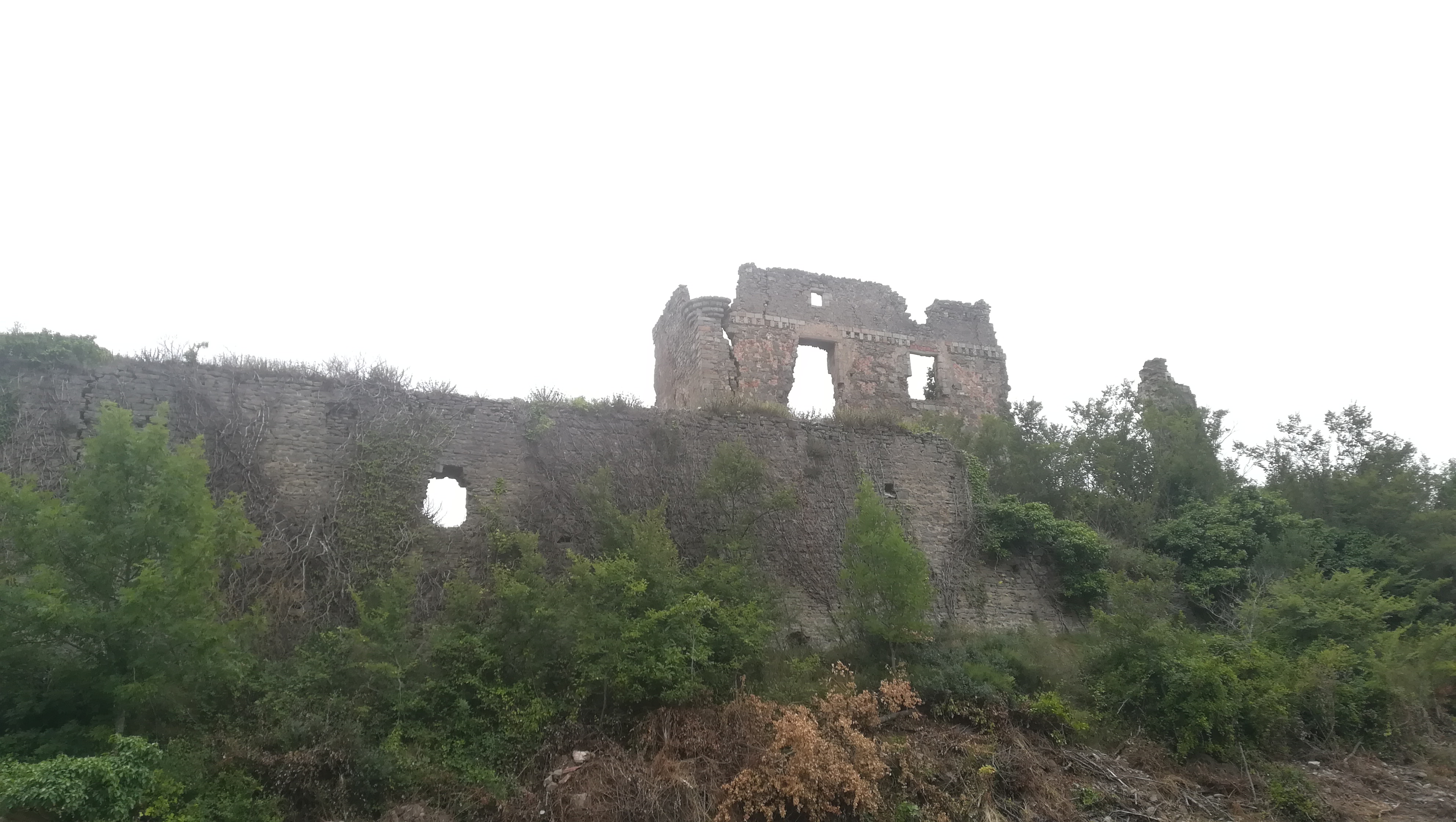
Vue d'ensemble.
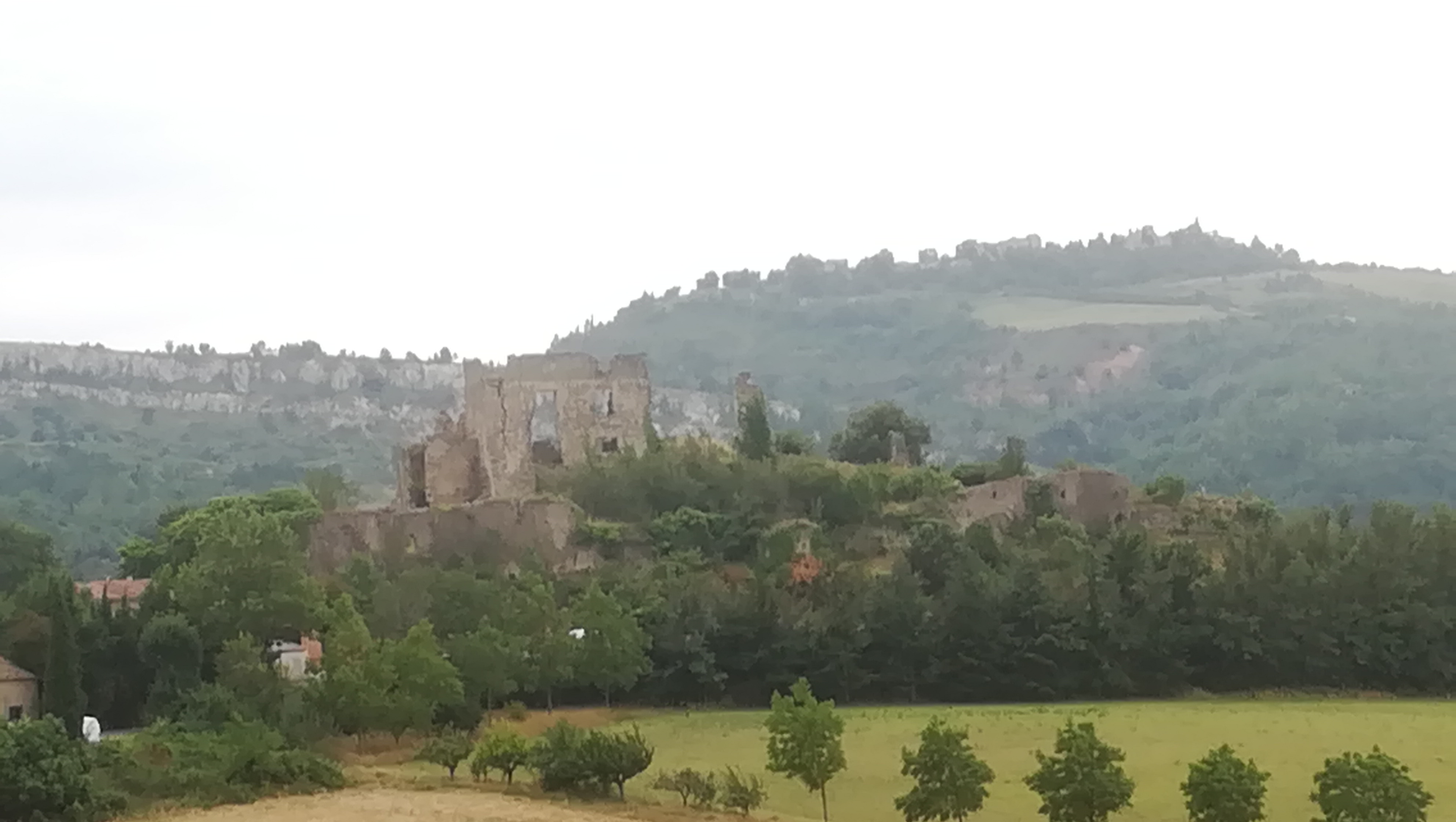
Vue d'ensemble.
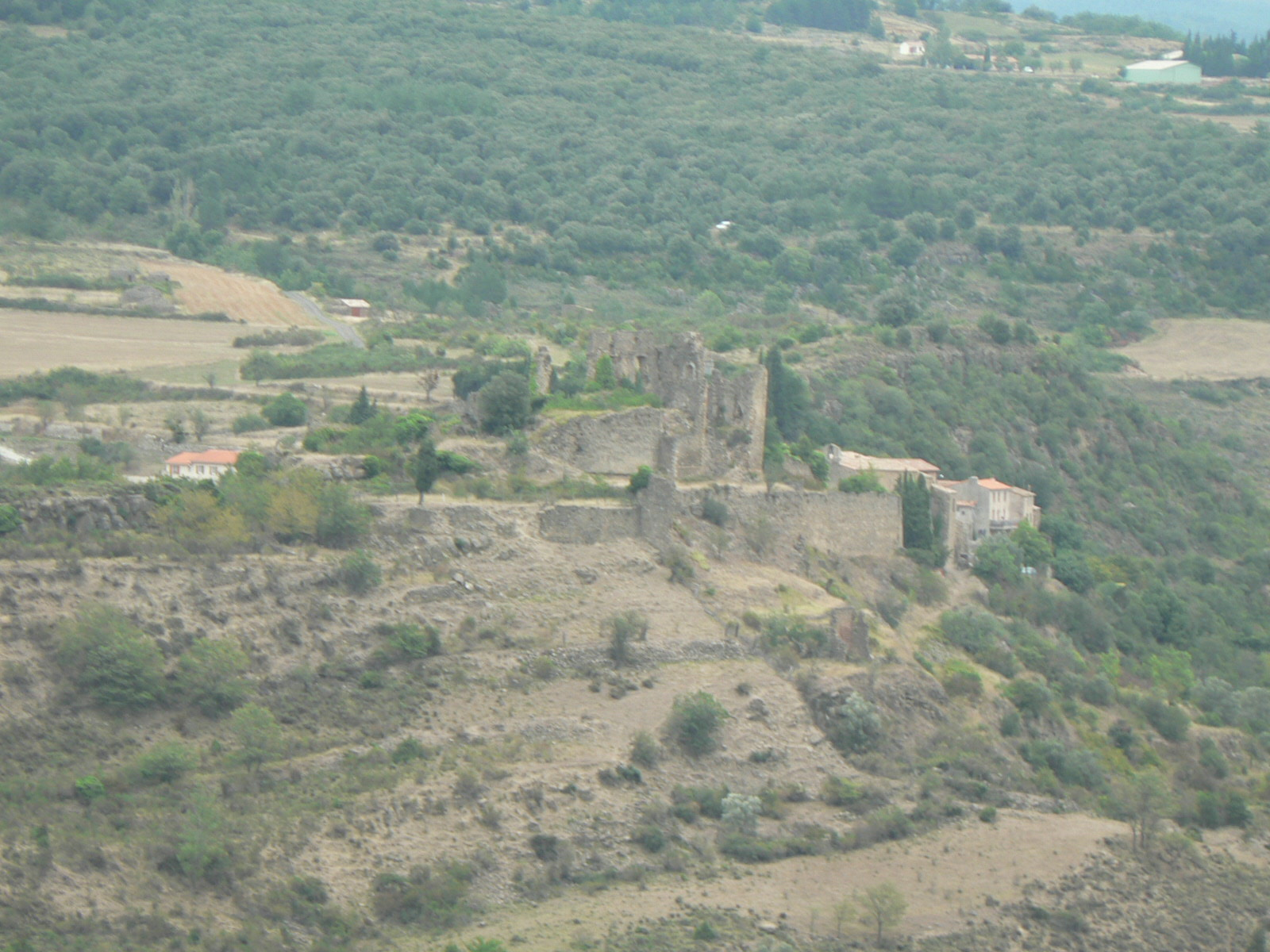
Vue depuis Rennes-le-Château.
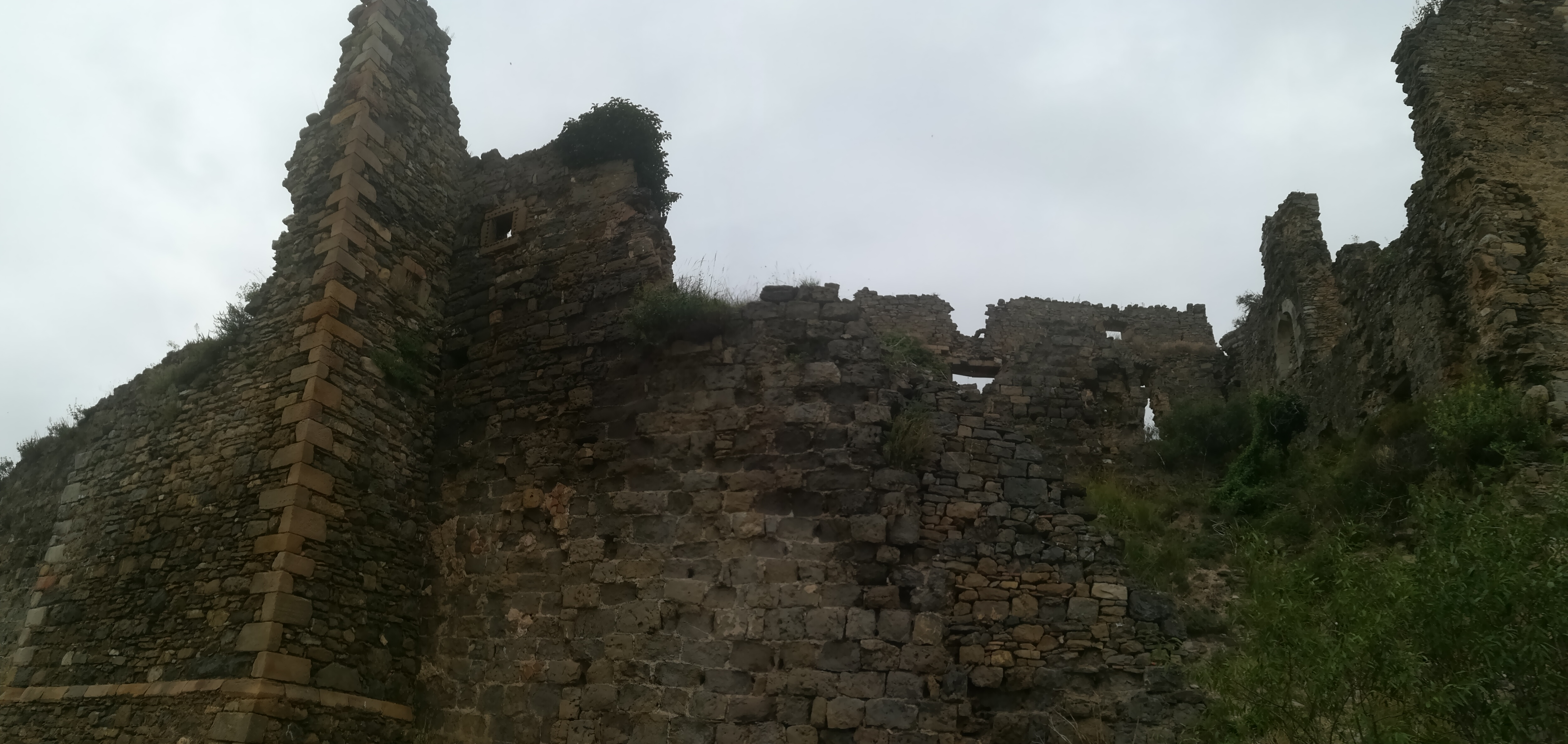
Ruines.
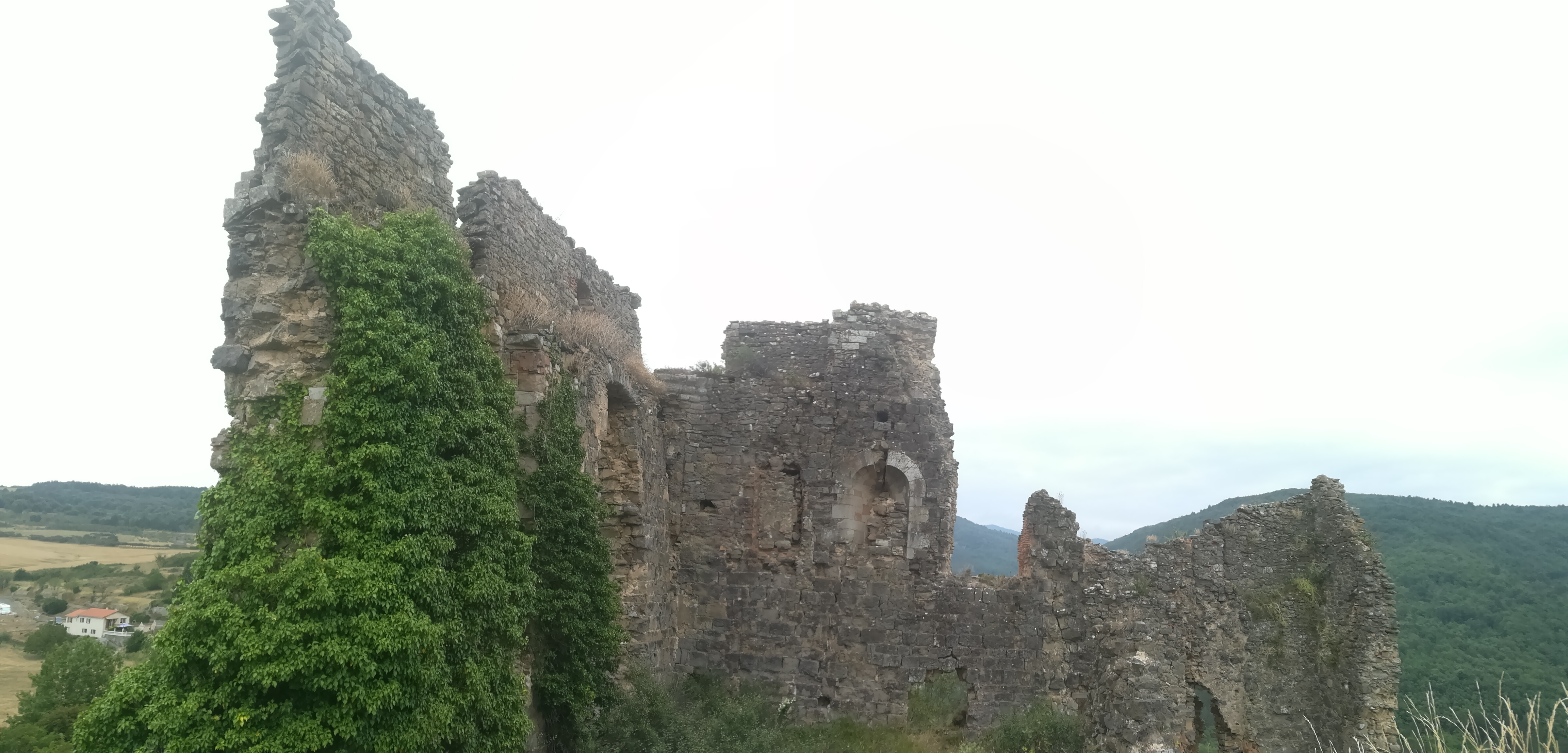
Ruines.
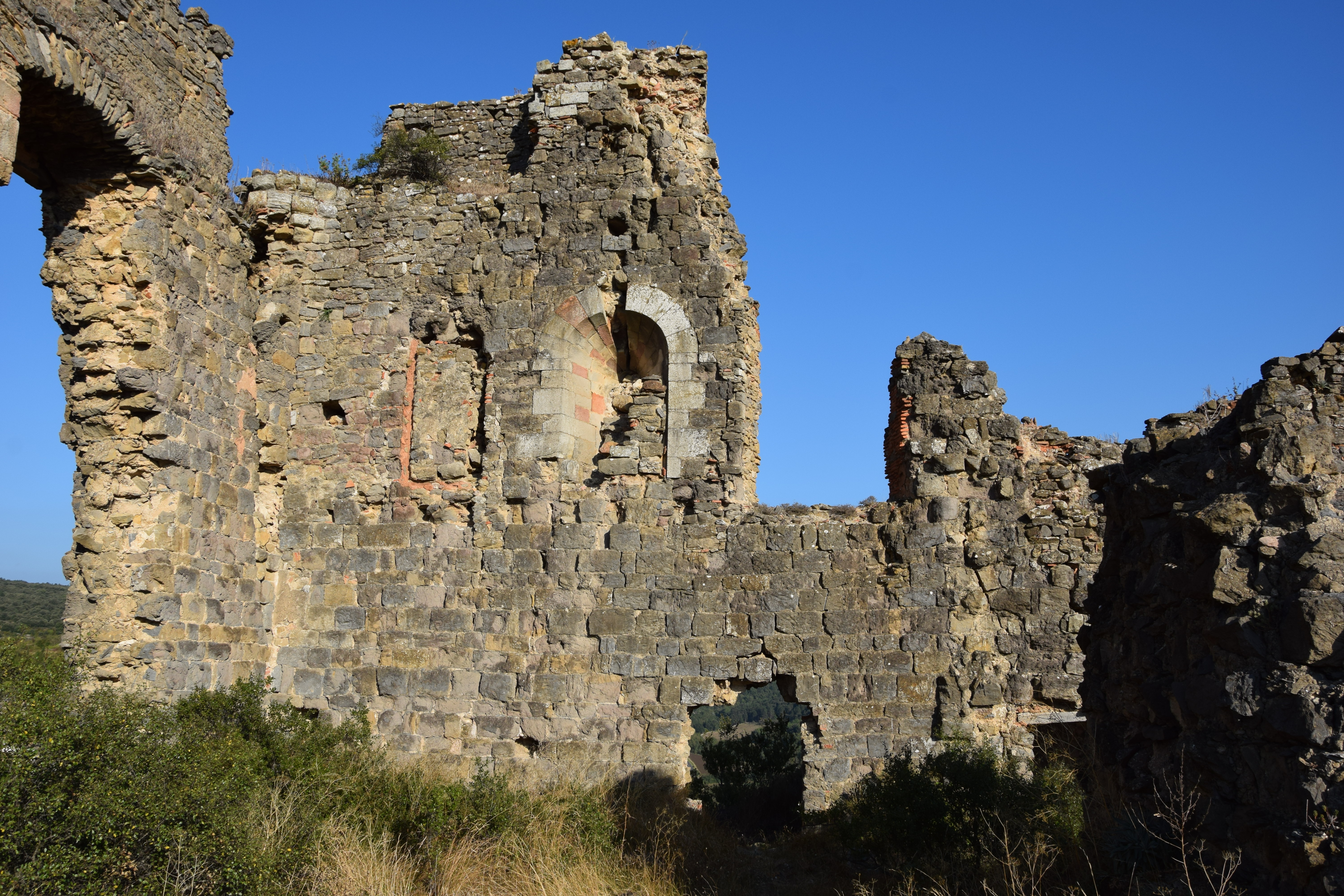
L'intérieur du château.
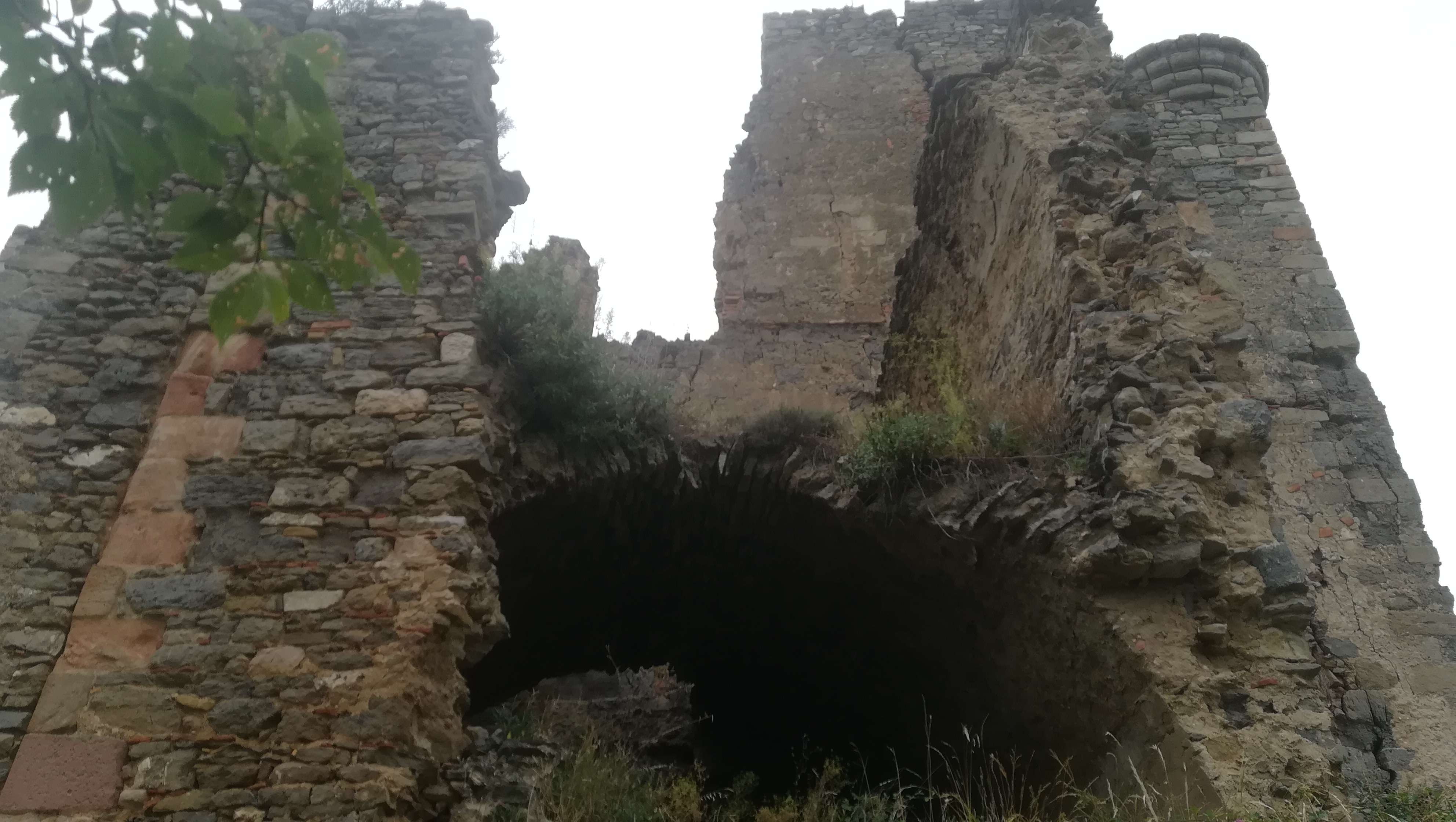
Vue en contre-plongée de l'édifice principal, une salle voûtée en soubassement.
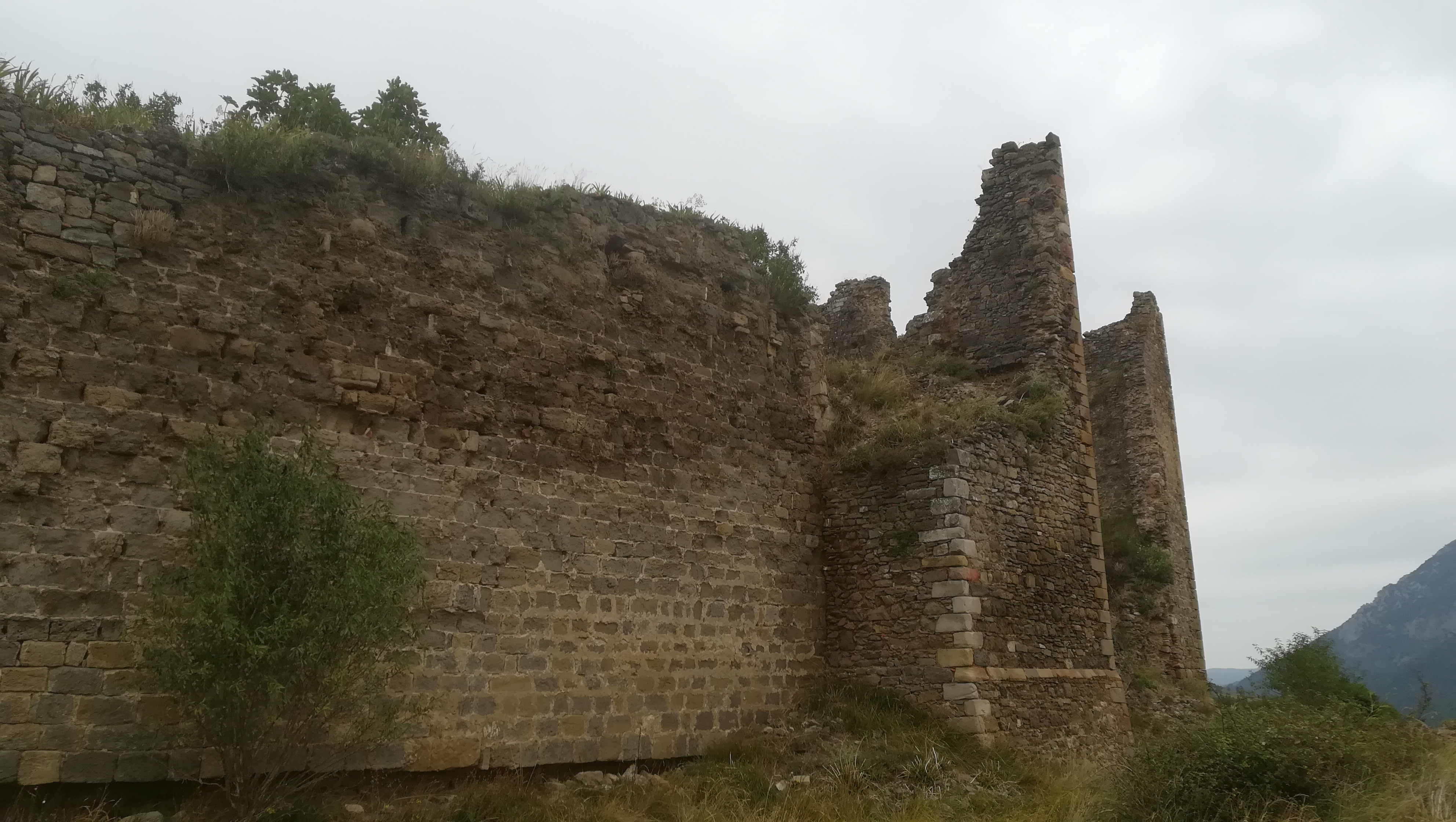
Murs ruinés.
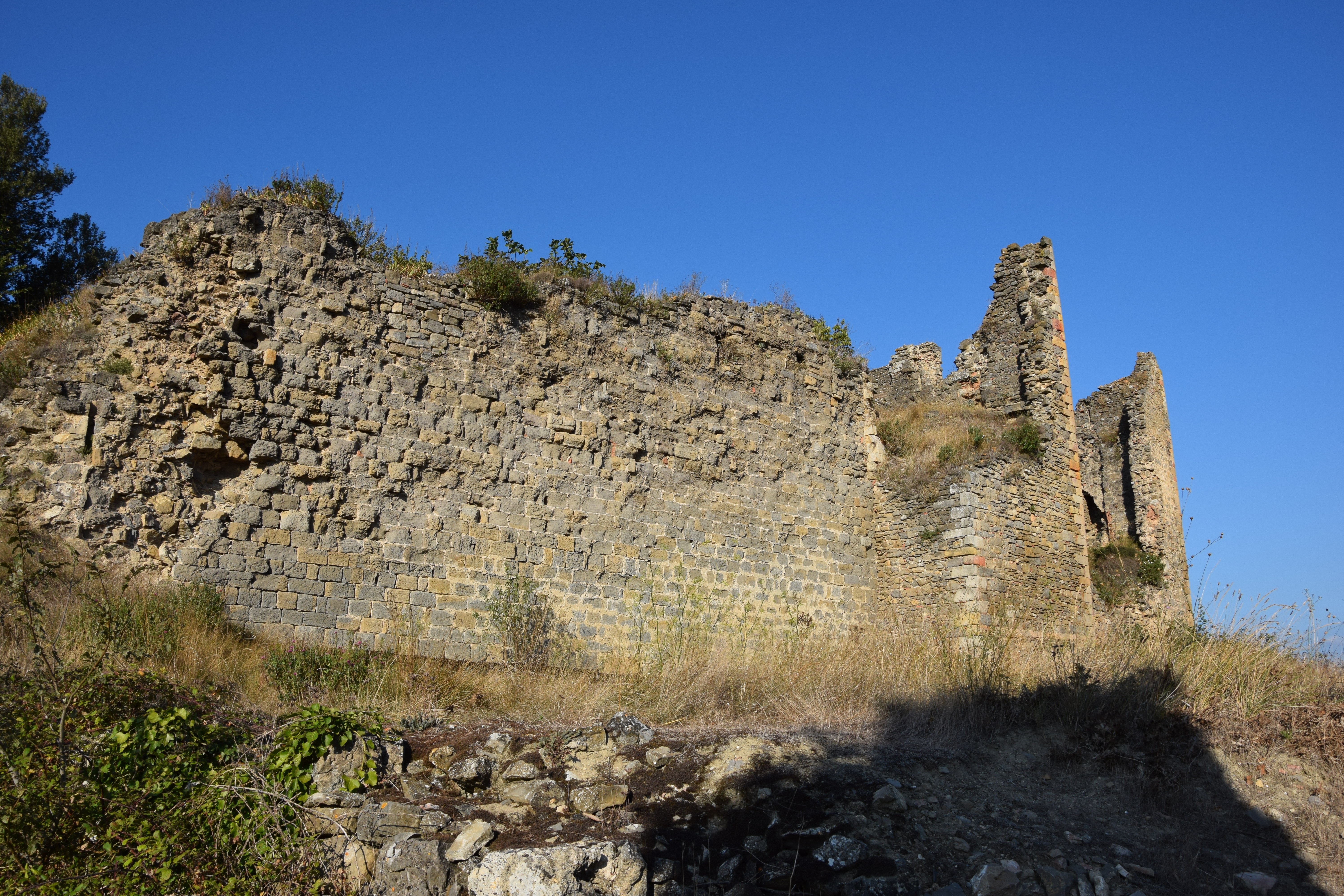
Murs ruinés.
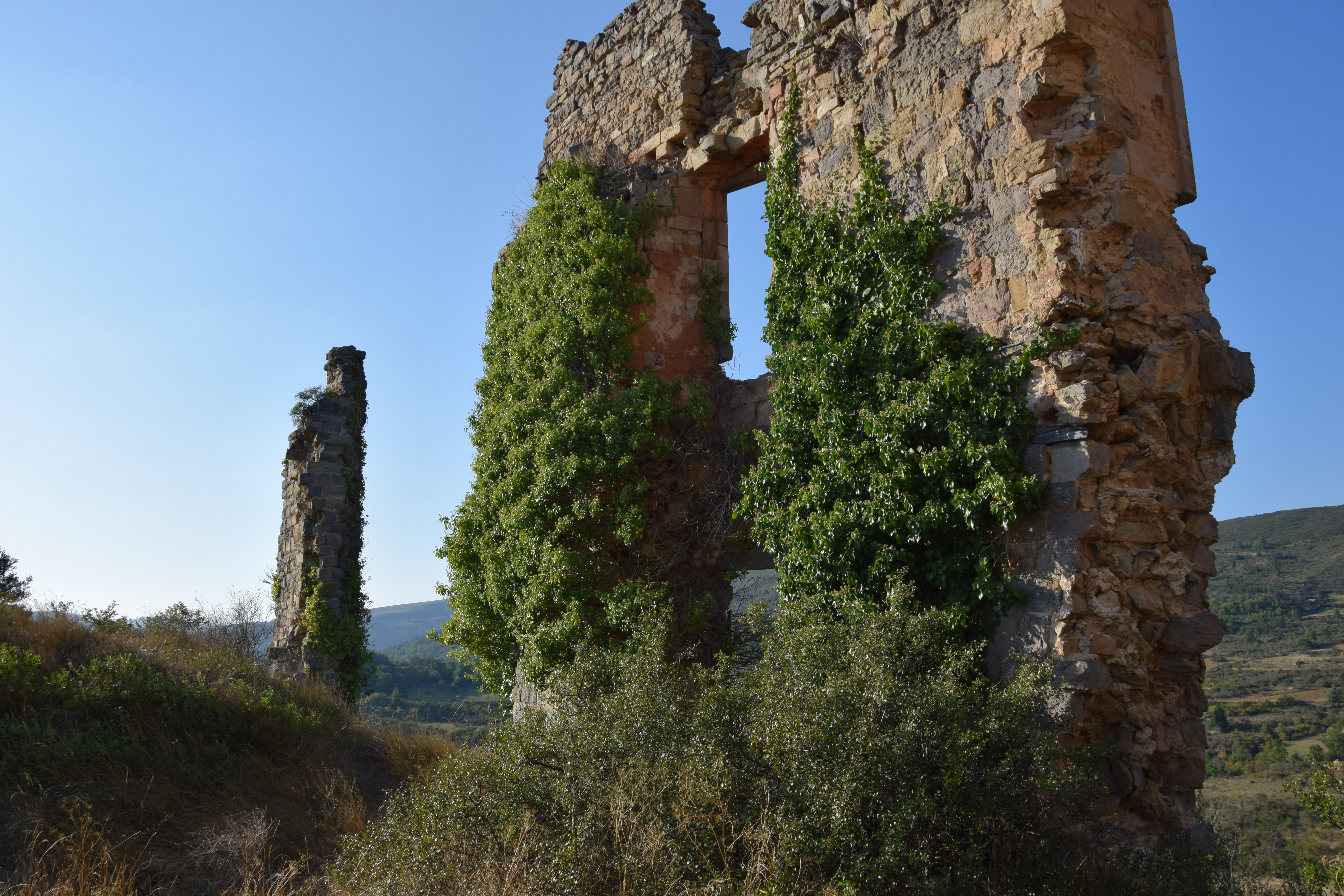
La végétation reprend ses droits.
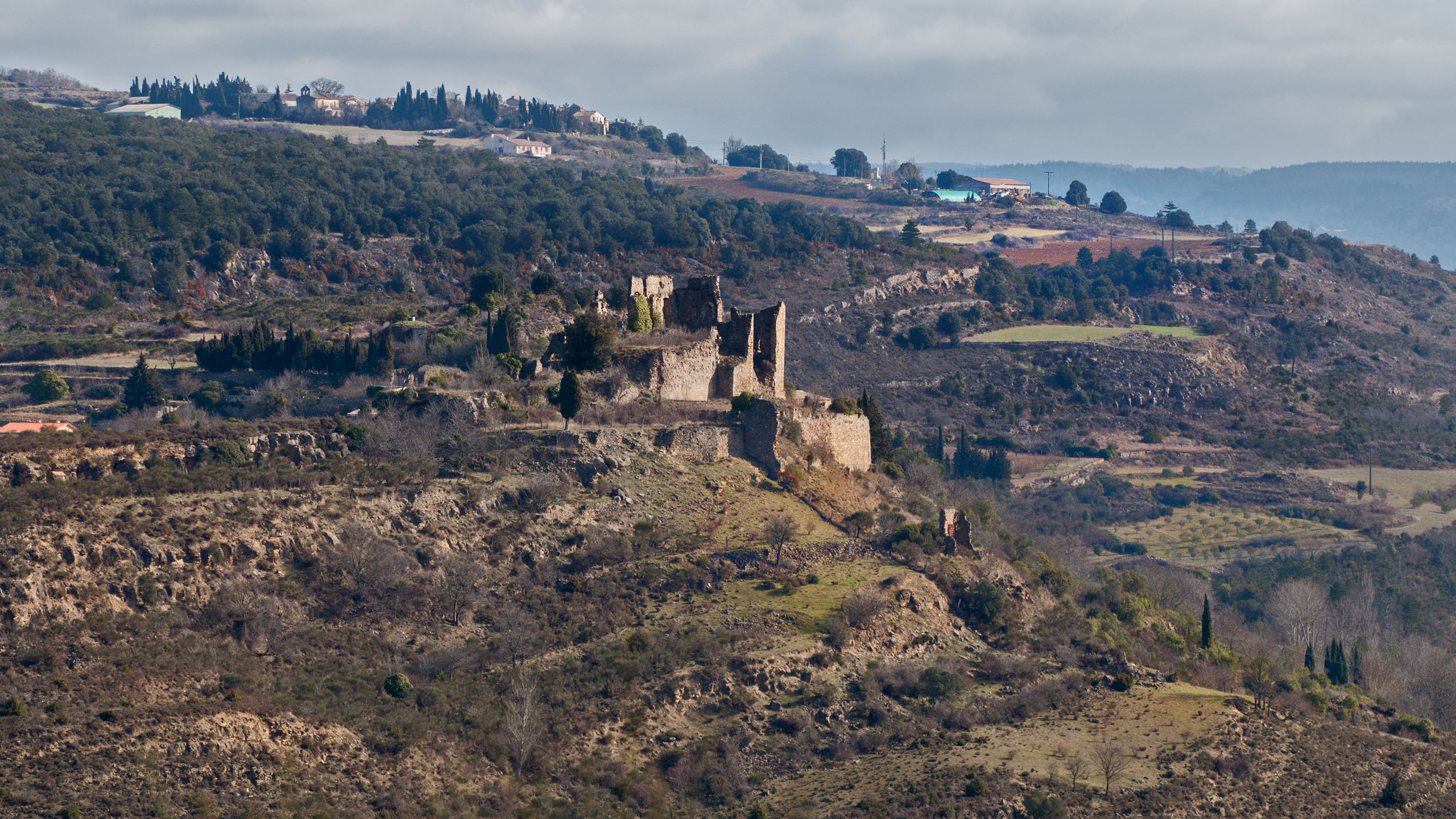
Vue d'ensemble.